# Birghorn
Das Birghorn ist ein 3243 m ü. M. hoher Berg in den Berner Alpen im Schweizer Kanton Bern.
Es liegt auf der Grenze der Kantone Bern und Wallis zwischen dem Gasterntal im Norden und dem Lötschental im Süden und bildet die höchste Erhebung des Grats zwischen Hockenhorn und Kl. Tschingelhorn (3494 m). Östlich des Birghorns setzt sich der Grat vergletschert als Petersgrat zum Tschingelhorn fort, westlich liegen der Reihe nach Elwertätsch, Sackhorn und Hockenhorn. Südlich des Bergs liegt der Tellingletscher, nördlich davon kleinere Gletscher wie der Birggletscher, die früher Teil des Nährgebiets des Kanderfirns waren. Der Abfluss erfolgt im Norden über Kander und Aare in den Rhein und im Süden via Lonza in den Rotten; das Birghorn liegt daher auf der europäischen Hauptwasserscheide.
Der Berg liegt fernab jeglicher touristischer Einrichtungen, kann aber als Alpinwanderung/leichte Hochtour begangen werden. Schutzhütten gibt es, bis auf die ca. 5 km Luftlinie entfernte Mutthornhütte, keine. Ausgangspunkte für eine Besteigung sind die Bergstation Gandegg oberhalb der Lauchernalp auf der Südseite oder die Mutthornhütte auf der Nordseite.